# Casa Carlos (Llíria)
Casa Carlos es una masía histórica fortificada situada en el término municipal de Llíria en la partida homónima (polígono 8, parcela 43) (Valencia, España). Se encuentra a una distancia de 11 kilómetros del casco urbano de Llíria, contigua al camino de Alcublas (actual CV-339) y del barranco que lleva también el mismo nombre: Barranco de la Casa Carlos.

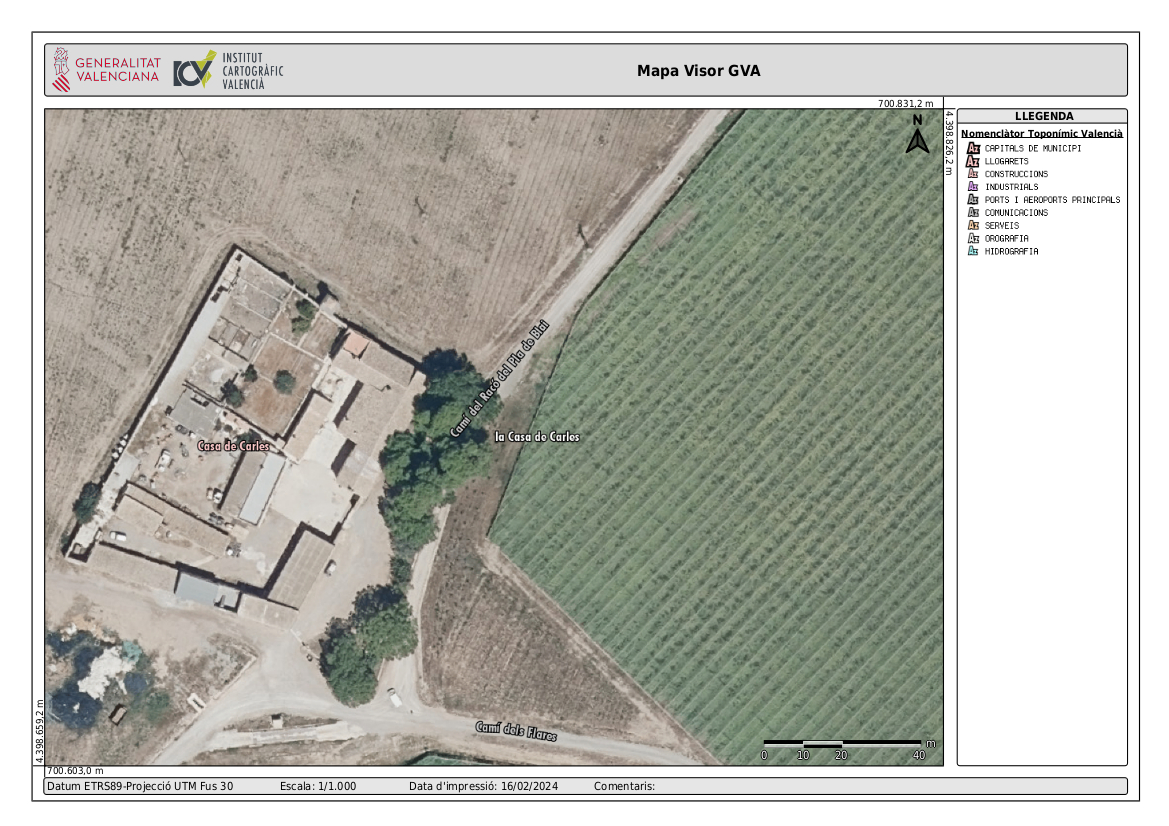
Ficha de la Casa Carlos (ICV, 2024)

## Origen
Parece remontarse, según el cronista José Durán, a mediados del siglo XVIII. Según el cronista edetano, indica que fue en origen una heredad de 111 cahizadas de tierra con un maset (diminutivo de mas o masía) que en 1749 poseía Joan Cotanda, espartero de Llíria. Fue vendida en subasta pública, siendo adquirida por Carlos Cervera, ampliándola hasta 282 jornales y adquiriendo desde esa fecha el nombre actual.
En la documentación custodiada por el Ministerio de Defensa y fechada entre 1810 y 1812, la masía ya aparece con el topónimo Casa Carlos.

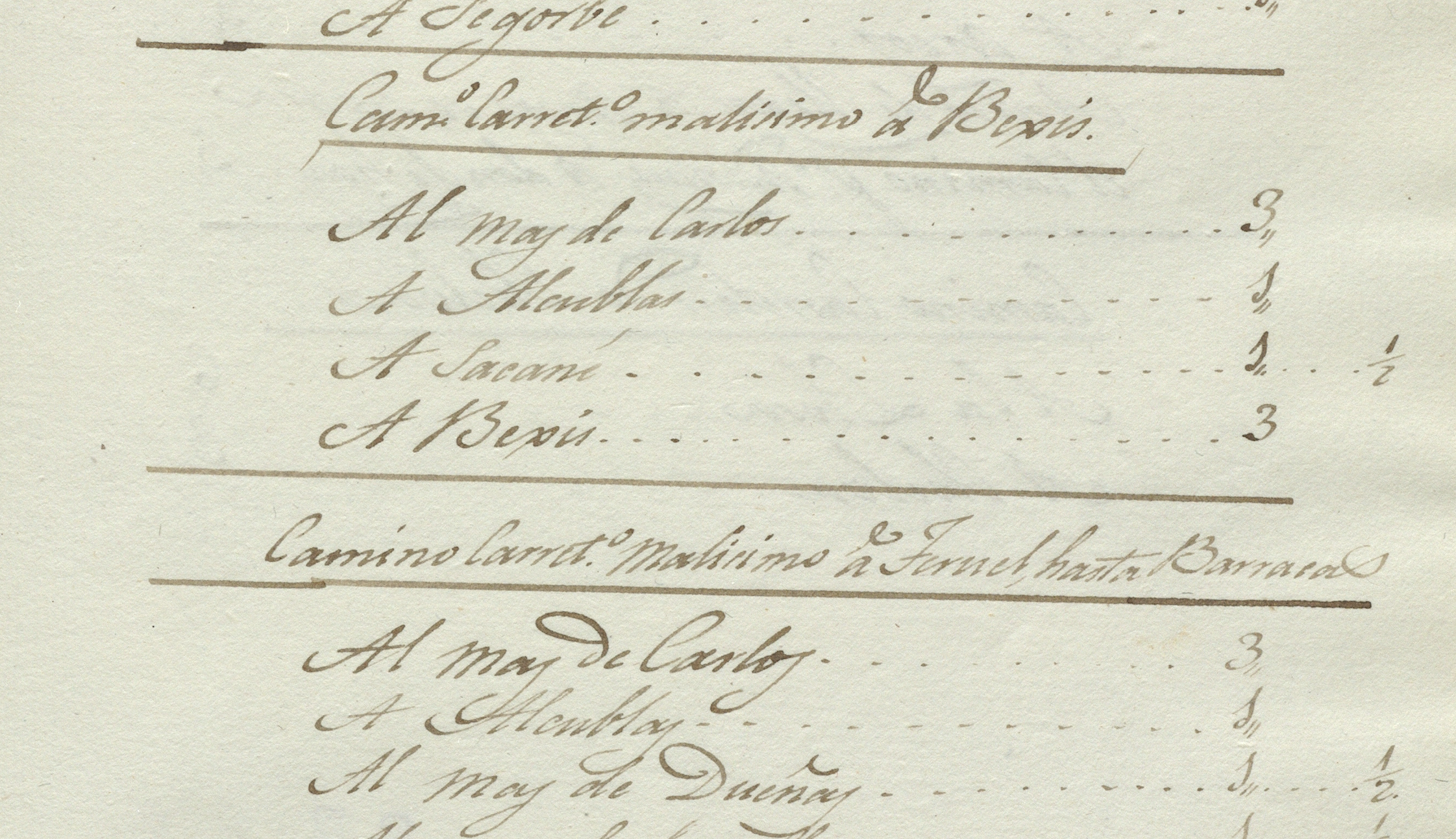
La masía de Carlos, como punto de referencia de los caminos que unen Llíria con Bejís y Teruel (1810-1812). Archivo Cartográfico de Estudios Geográficos del Centro Geográfico del Ejército

## Datos históricos
En el Diccionario geográfico-estadístico-histórico de España y sus posesiones en Ultramar, de Pascual Madoz, en el volumen X (1847) podemos leer: [...] en el radio que abraza aquella [Liria] se encuentran 14 granjas tituladas: Casa del Campo, Cañada, Carlos, Carreras, Carril, Espinar, Frare, Gea, Moya, Perreymond y otras [...].
En 1915 pasa a ser propiedad de Roberto Gil Izquierdo, conocido con el mote del "Barbut", miembro de una familia terrateniente y del acomodado económico y político de Llíria. Con el desarrollo del regadío en el término de Llíria en torno a la década de 1970, la finca adaptó sus cultivos a la producción de regadío. No dejando de ser un referente cartográfico y toponímico del término. 
Destacaba su panel cerámico de gran tamaño con el nombre de la masía que podía ser leído desde un centenar de metros.

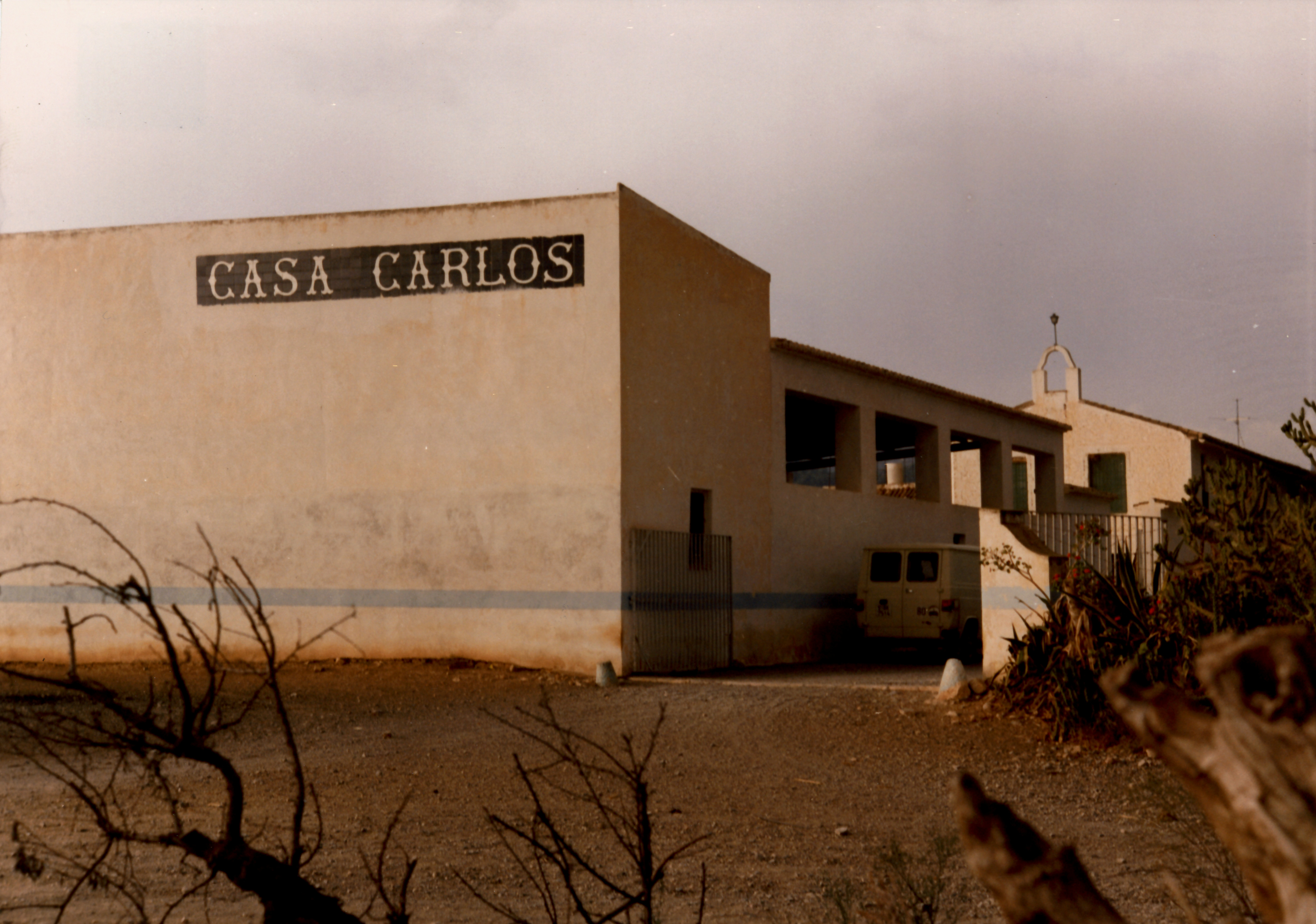
La Casa Carlos con su característico panel cerámico. (Foto José León, 1994). AMLL. Fondo José Durán Martínez

Tras pasar por varias manos, en 2023 cambia de propietarios, que a principios de 2024 destruyen el panel cerámico y lo sustituyen por otro con el nombre " Hacienda San Alberto ", acción que fue comunicada al departamento de urbanismo del Ayuntamiento de Llíria, por afección patrimonial del inmueble, esperando la consecuente resolución. [cita requerida]